# Andreas Wagenhaus
 (janvier 2012).
Andreas Wagenhaus (né le 29 octobre 1964) est un joueur de football allemand.

## Carrière sportive
Andreas Wagenhaus a joué au TSG Naumburg jusqu'en 1977 puis alla au Hallescher FC. Ils montèrent en ligue supérieur.
Il resta dans ce club jusqu'en 1989.
Il changea de club pour aller au SG Dynamo Dresden.
après avoir joué 4 ans dans ce club, il change et va au prestigieux club de Fenerbahçe SK avec lequel il s'engage jusqu'en 1994.
Puis il rentre en Allemagne pour aller jouer sous les couleurs du SV Waldhof Mannheim.
Dans ce club, il était toujours comme joueur remplaçant.
Puis se rendit un court instant au club de FC Gossau jusqu'en 1998 puis termina sa carrière avec le VfL Halle 1896.
Au niveau international, Wagenhaus a joué trois matchs internationaux pour l'équipe d'Allemagne de l'Est de football, avec laquelle il a joué contre la Belgique, le Koweït et la France.

## Statistiques
- DDR-Oberliga : 87 matchs (12 buts)
- Bundesliga : 50 matchs (1 but)
- 2. Bundesliga : 51 matchs (2 buts)
- Turkcell Süper Lig : 18 matchs (1 but)
- Ligue des champions de l'UEFA : 7 matchs